# Jurij Kondraťuk
Jurij Vasiljevič Kondraťuk, skutečným jménem Oleksandr Hnatovyč Šarhej (ukrajinsky: Олександр Гнатович Шаргей; 21. června 1897, Poltava – únor 1942, Kaluga) byl ukrajinský inženýr a matematik, průkopník kosmonautiky. Na počátku 20. století vyvinul teoretický koncept, jak by kosmická loď mohla doletět k Měsíci a zase se vrátit zpátky na Zem. Přesně tento koncept byl později použit při prvním skutečném kosmickém letu k Měsíci. Kondraťuk učinil své vědecké objevy za válečných okolností, opakovaného pronásledování ze strany úřadů a vážných nemocí. „Jurij Kondraťuk“ je ukradená identita, pod kterou se autor skrýval po říjnové revoluci a vešel do povědomí vědecké komunity.

## Život
Jeho matka Ljudmila Lvovna Schlippenbachová, učitelka francouzštiny, byla potomkem generála Wolmara Antona von Schlippenbacha, který se zúčastnil švédské invaze do Ruska a byl zajat v bitvě u Poltavy, přičemž po čase vstoupil do ruských služeb. Její děd Anton von Schlippenbach byl podplukovníkem ruské armády a účastnil se napoleonských válek. Jeho otec se také zajímal o matematiku a fyziku a v době jeho narození studoval na Kyjevské univerzitě. V raném dětství se Yuri začal zajímat o knihy svého otce na tato témata a sám začal studovat příslušné pojmy na Velké polytechnické univerzitě v Petrohradě na inženýrské fakultě.
Od raného věku Oleksandr prokazoval vynikající schopnosti ve fyzice a matematice. Když byl dost starý na to, aby mohl navštěvovat střední školu, byl přijat rovnou do třetího ročníku. Jeho otec se také zajímal o matematiku a fyziku a v době jeho narození studoval na Kyjevské univerzitě. O několik let později promoval se zlatou medailí. Poté se zapsal na polytechniku v Petrohradě ke studiu inženýrství, kde ho ovlivnil Ivan Mešerskij. Brzy byl po vypuknutí první světové války byl povolán do armády a absolvoval školu praporčíků.
Během své vojenské služby na kavkazské frontě naplnil čtyři sešity svými představami o meziplanetárním letu. Ty zahrnovaly navržení použití modulární kosmické lodi k dosažení Měsíce, přičemž pohonná část lodi byla v jeho představě ponechána na oběžné dráze, zatímco menší modul putoval na povrch a zpět do lodi. Přesně tuto strategii nakonec přijali inženýři amerického programu Apollo při dobývání Měsíce. Připravil podrobné výpočty trajektorie letu kosmické lodi, jež je dnes známa jako „Kondraťukova trasa“ nebo „Kondraťukova smyčka“.
Opustil armádu v roce 1917. Po říjnové revoluci se živil jako kotelník v Poltavě. Jako příslušník rodiny patřící k carské elitě mu hrozilo zatčení bolševickými úřady. Následující rok se proto pokusil o útěk do Polska, ale byl zadržen a vrácen pohraniční stráží. Za běžných okolností by byl pravděpodobně zastřelen, ale stráže u něj rozpoznaly první příznaky tyfu a možná se rozhodly ušetřit si kulku. Poté se rozhodl uprchnout na jiné místo. Jeho přátelé pro něj získali padělané doklady se jménem Jurij Vasilievič Kondraťuk (reálný držitel těchto dokladů ve skutečnosti zemřel na tuberkulózu v roce 1921). S touto novou identitou žil na Kubáni a na severním Kavkaze. Pracoval jako mechanik a železniční dělník. V roce 1927 se usadil v Novosibirsku na Sibiři.
Zde dokončil rukopis knihy s názvem Dobývání meziplanetárního prostoru, zabývající se kolonizací vesmíru. Také navrhl použití gravitačního praku k urychlení kosmické lodi. V roce 1925 navázal kontakt s moskevským vědcem Vladimirem Vetčinkinem a poslal mu rukopis. Do té doby byli on a jeho dílo pro nadšence raketové techniky neznámé. Zatímco kniha byla nadšeně přijata vědci v Moskvě, žádné nakladatelství ji nechtělo vydat. Nakonec Kondraťuk zaplatil novosibirské tiskárně z vlastních peněz, aby vyrobila 2 000 kopií 72stránkového díla, a dokonce i poté musel většinu sazby a tisku dělat sám, jednak kvůli úspoře nákladů, ale také proto, že rovnice v knize představovaly typografický problém.
Kondraťukovy objevy byly učiněny nezávisle na Konstantinu Ciolkovském, který také pracoval na stejných problémech. Nikdy se nesetkali.
Kondraťuk aplikoval své inženýrské dovednosti i na místní problémy a navrhl obrovský výtah na obilí o nosnosti 13 000 tun (přezdívaný „Mastodont“) v Kameni-na-Obi. Výtah byl postavený ze dřeva bez jediného hřebíku, protože kovu byl na Sibiři nedostatek. Tato vynalézavost mu ale zlomila vaz. V roce 1930 začal být vyšetřován tajnou policií NKVD jako „sabotér“. Absence hřebíků v plánu totiž byla použita jako důkaz, že plánoval zhroucení celého zařízení. Byl za protisovětskou činnost odsouzeny na tři roky do gulagu, ale kvůli svému evidentnímu talentu byl poslán do "šarašky" (výzkumného zařízení fungujícího v rámci koncentračního tábora). Tam pracoval na zdokonalení strojů na těžbu uhlí a rychle zaujal dozorce tábora svou vynalézavostí. Na žádost dozorce v listopadu 1931 revizní komise změnila Kondraťukův status z „vězně“ na „vyhnance“ a poslala ho pracovat na projektech zdokonalení sklizně sibiřského obilí.
Dozvěděl se o soutěži na návrh velkého větrného generátoru pro Krym, kterou vyhlásil Grigorij Konstantinovič Ordžonikidze, tehdejší lidový komisař pro těžký průmysl. S kolegy exilovými inženýry Pjotrem Gorčakovem a Nikolajem Nikitinem předložil Kondraťuk návrh 165 metrů vysoké betonové věže nesoucí čtyřlistou vrtuli s rozpětím 80 metrů a schopné generovat až 12 000 kW. V listopadu 1932 vybral Ordžonikidze tento návrh jako vítězný a pozval tým, aby se s ním setkal v Moskvě. Během pobytu v Moskvě měl Kondraťuk příležitost setkat se s Sergejem Koroljovem, tehdejším šéfem sovětské raketové výzkumné skupiny. Koroljov nabídl Kondraťukovi místo ve svém týmu, ale Kondraťuk odmítl, protože se obával, že nutná kontrola NKVD by odhalila jeho pravou identitu.
Kondraťuk, Gorčakov a Nikitin pracovali na projektu větrné elektrárny další čtyři roky až do Ordžonikidzeho záhadné smrti v roce 1937. Přes noc byl projekt označen za příliš drahý a nebezpečný a byl ukončen. Věž zůstala dokončena jen z poloviny. Nikitin později použil to, co se naučil na tomto projektu, v 60. letech, když navrhoval televizní věž Ostankino. Během této doby se Kondraťuk dozvěděl o zatčení Koroljova na základě obvinění ze zrady kvůli plýtvání časem při navrhování kosmických lodí. Okamžitě se rozhodl zbavit svých vlastních poznámek na toto téma. Bývalá sousedka v Novosibirsku, která ho po epizodě tyfu uzdravila, souhlasila s tím, že jeho sešity uschová. Nakonec je sebou odvezla do Spojených států, když tam po druhé světové válce utekla se svou dcerou. Kopii svého publikovaného díla Kondraťuk poslal také do Ciolkovského muzea v Kaluze.
Vstoupil jako dobrovolník do Rudé armády v červnu 1941 a zemřel v roce 1942 poblíž Kalugy. Přesné okolnosti jeho smrti nejsou známy. Jeho jednotka byla zapojena do těžkých bojů proti nacistům v říjnu 1941, a 3. říjen tak byl někdy uváděn jako datum jeho smrti. Důkazy shromážděné v 90. letech naznačují, že zmizel v lednu nebo únoru 1942, když v noci opravoval komunikační kabel poblíž Zaseckého, vesnice v Kirovském okrese.
Když americký astronaut Neil Armstrong po svém historickém letu na Měsíc navštívil Sovětský svaz, vzal si jako suvenýr sebou hrst zeminy, kterou vyryl před Kondraťukovým domem v Novosibirsku. Údajně přesvědčoval při návštěvě sovětské úřady, aby začaly připomínat Kondraťukovu památku. Později bylo po Kondraťukovi pojmenováno vědecké centrum a vysoká škola v Novosibirsku, ulice v Poltavě, Kyjevě a Moskvě, stejně jako kráter na Měsíci a planetka 3084 objevená v roce 1977.